# Observador (jornal)
O Observador é um jornal generalista digital português, cuja primeira edição foi a 19 de maio de 2014. É o único jornal em Portugal inteiramente digital — excetuando as edições anuais de aniversário e de lifestyle.
O jornal foi criado como uma aposta no meio digital, que alguns jornalistas e investidores consideravam, no momento da fundação, ser o futuro.

## História
Com a sua primeira edição a 19 de maio de 2014, e assumindo ter sido criado fora dos grupos editoriais em Portugal, António Carrapatoso preside atualmente ao conselho de administração, que tem como vogais Duarte Schmidt Lino, José Manuel Fernandes (que é publisher) e Rui Ramos. O jornal, generalista e digital, foi lançado graças ao investimento de vários empresários portugueses.
Aquando do seu lançamento, propôs-se publicar os temas principais e funcionar sem interrupções — todos os dias da semana e 24 sobre 24 horas. Numa das primeiras páginas criadas pelo projecto jornalístico, o jornal declarava, do ponto de vista editorial, que "defende sem ambiguidades a democracia representativa, a economia de mercado e uma sociedade aberta e global — por isso estimulará debates públicos e não hesitará em tomar posição".
No primeiro mês, reportou 630 mil visitantes. No mês seguinte, o jornalista Paulo Moura do jornal Público, numa notícia sobre a Direita em Portugal, declarou que o jornal Observador era assumidamente de direita. Um ano mais tarde, em agosto de 2015, registou cerca de seis milhões de visitas e 35 milhões de páginas vistas. Em agosto de 2017, registou doze milhões de visitas e 46 milhões de páginas vistas. No mesmo mês, contava com 40 jornalistas na sua equipa.
No primeiro ano de funcionamento, o jornal venceu o prémio de "Lançamento do Ano" nos prémios Meios & Publicidade. Foi eleito jornal do ano em 2018 pela mesma organização e em 2019 venceu o galardão "Imprensa e Digital — Media" da Marktest. Foi, também, eleito melhor jornal generalista do ano em 2018 e 2019.
Apesar de ser online, o jornal publica edições aquando do seu aniversário de na área de lifestyle. O Observador conta com diversas figuras notáveis portuguesas na sua equipa, como o ex-Presidente da Assembleia da República Jaime Gama (professor e jornalista de profissão), que é Presidente do Conselho Geral, o historiador Rui Ramos, um dos fundadores e membro do Conselho de Administrador, e José Manuel Fernandes, jornalista, cronista e escritor, também um dos fundadores e publisher.

## Rádio Observador
A 27 de junho de 2019, foi fundada a Rádio Observador, na região da Grande Lisboa, através da frequência 98.7 FM, tendo sido expandido para a Região de Aveiro, na frequência 88.1 FM, e Amadora, na frequência 93.7 MHz, em 2021. No dia 1 de junho de 2023, a Rádio Observador viu a sua abrangência reforçada com o início da cobertura para o Ribatejo e Região do Oeste nos 92.6 FM + 99.5 FM de Rio Maior.

## Prémios
O Observador conta com a premiação de três trabalhos do jornal digital por duas associações LGBT portuguesas, a ILGA Portugal e a rede ex-aequo.
Em 2022, o Observador venceu o mais importante prémio de jornalismo ibero-americano, o Prémio Gabo, na categoria de Imagem. A equipa de jornalistas responsável pela peça premiada era composta por João Porfírio, Carlos Diogo Santos, Miguel Feraso Cabral, Catarina Santos e Ana Moreira. O Prémio Gabo tem como objetivo reconhecer o que de melhor se faz no jornalismo, tanto em língua espanhola como em portuguesa.

## Críticas e controvérsias
Em 2022, o Observador foi nomeado para os prémios satíricos Unicórnio Voador — dedicados "às personalidades ou entidades que durante o ano anterior tenham contribuído para a disseminação de pseudociência, superstição e outras formas de desinformação" —, da Comunidade Cética Portuguesa (Comcept), na categoria Grafonola, por ter publicado "durante o ano de 2021 diversas crónicas" que, segundo a Comcept, "piscam o olho à retórica negacionista de que as medidas de combate ao COVID-19 são na verdade uma conspiração esquerdista para limitar as (…) liberdades individuais".
No mesmo ano, a associação ILGA Portugal — que em 2015 havia premiado o Observador — denunciou três jornais portugueses, entre eles o Observador, por artigos de opinião que considerou serem reveladores de transfobia.
Em maio de 2024, na madrugada do dia 20 — um dia a seguir à data do 10.º aniversário do jornal digital —, as paredes do edifício do Observador voltaram a ser vandalizadas por um grupo de cerca de dez pessoas encapuzadas, pertencentes ao grupo União Libertária, inclusivamente com símbolos trans e uma faixa em que estava escrito: "10 anos de transfobia. Insurgência queer sempre." Num post publicado em pelo menos duas redes sociais, o grupo publicou um pequeno vídeo do ato de vandalismo, escrevendo que o Observador está "há dez anos comprometido com a transfobia, o racismo, a xenofobia", que "há dez anos [nega] a crise climática" e que o "jornal digital serve de ponto de abrigo às vozes mais reacionárias da sociedade portuguesa (…) [d]estacando-se José Manuel Fernandes, Helena Matos, Maria Helena Costa, José Diogo Quintela, entre outros (…) [propagando] o desprezo e a desinformação sobre vidas sobre as quais sabe muito pouco". O grupo escreveu igualmente que o Observador "[propaga] discursos de ódio sobre comunidades marginalizadas — trans, queer, negras, imigrantes, pobres — a uma audiência de mais de dois milhões que, se não se sentia autorizada a desprezar abertamente, passa a poder fazê-lo…" e que "[o] ocasional artigo benévolo sobre os direitos LGBTQIA+ não é senão uma esmola dissimulada, já que vai apenas provocar mais engajamento enfurecido." O Observador avançou com queixa na PSP. Miguel Pinheiro, o diretor do jornal, afirmou "o Observador não responde a grupos que atuam encapuzados, de madrugada, vandalizando propriedade alheia".
Em março de 2025, o comentador de assuntos políticos e sociais Pedro Marques Lopes - conhecido, por exemplo, por fazer parte do painel do programa Eixo do Mal - escreveu o seguinte na rede social Xː "Andei muito tempo a lembrar que o [Observador] não era mais do que um projeto que se destinava a radicalizar o centro direita. Tem atingido os seus objetivos... (...) Agora ser um instrumento para difundir meias verdades, manipulações e aldrabices inseridas numa simples manobra de propaganda é passar um limite para o qual não há regresso." 